# Нойбург-Шробенхаузен
Нойбург-Шробенхаузен (нем. Neuburg-Schrobenhausen) — район в Германии. Центр района — город Нойбург-ан-дер-Донау. Район входит в землю Бавария. Подчинён административному округу Верхняя Бавария. Занимает площадь 739,75 км². Население — 96 164 чел. Плотность населения — 132 человека/км².
Официальный код района — 09 1 85.
Район подразделяется на 18 общин.

## Города и общины

Муниципалитеты района Нойбург-Шробенхаузен (Бавария)

### Городские общины
1. Нойбург-ан-дер-Донау (28 162)
2. Шробенхаузен (16 210)

### Ярмарочные общины
1. Бургхайм (4 657)
2. Реннертсхофен (4 937)

### Сельские общины
1. Арезинг (2 707)
2. Бергхайм (1 820)
3. Берг-им-Гау (1 191)
4. Бруннен (1 600)
5. Вайдхофен (2 172)
6. Вайхеринг (2 234)
7. Гахенбах (2 330)
8. Карлскрон (4 665)
9. Карлсхульд (4 965)
10. Кёнигсмос (4 184)
11. Лангенмозен (1 481)
12. Оберхаузен (2 592)
13. Роренфельс (1 509)
14. Ээкирхен (3 752)

### Объединения общин
1. Административное сообщество Нойбург-ан-дер-Донау
2. Административное сообщество Шробенхаузен

## Население
По оценке на 31 декабря 2015 года население района составляет 94 654 человека.
| Дата      | 1840  | 1871  | 1900  | 1925  | 1939  | 1950  | 1961  | 1970  | 1987  | 2011  |
| --------- | ----- | ----- | ----- | ----- | ----- | ----- | ----- | ----- | ----- | ----- |
| Население | 35320 | 38004 | 41951 | 46321 | 48802 | 70450 | 67047 | 73438 | 76493 | 90593 |

| Год       | 1960  | 1970  | 1980  | 1990  | 2000  | 2009  | 2010  | 2011  | 2012  | 2013  | 2014  | 2015  |
| --------- | ----- | ----- | ----- | ----- | ----- | ----- | ----- | ----- | ----- | ----- | ----- | ----- |
| Население | 66972 | 73766 | 74312 | 80343 | 89215 | 91258 | 91397 | 90973 | 91783 | 92700 | 93505 | 94654 |

## Внешние ссылки
- Официальная страница (нем.)